# Émile Bernard (compositeur)
Pour les articles homonymes, voir Bernard et Émile Bernard.
Émile Bernard, né à Marseille le 28 novembre 1843 et mort à Paris le 11 septembre 1902, est un organiste et compositeur français.

## Biographie
Jean Émile Auguste Bernard naît le 28 novembre 1843 à Marseille,. 
Il fait sa première éducation musicale auprès de sa mère au piano et de son oncle au violon. Il entre ensuite au Conservatoire de Paris, où il obtient un premier prix de piano en 1861, un deuxième prix d'harmonie en 1863, un premier accessit de contrepoint et fugue en 1865 et un premier prix d'orgue en 1867. Il est l'élève d'Antoine-François Marmontel pour le piano et de François Benoist pour l'orgue. 
Émile Bernard commence sa carrière comme altiste au théâtre du Gymnase, puis est organiste et maître de chapelle dans diverses églises parisiennes avant de devenir titulaire des grandes orgues de Notre-Dame-des-Champs à partir de 1887, poste qu'il occupe jusqu'en 1895. Il a également été un temps secrétaire à l'école Niedermeyer.
Il meurt le 11 septembre 1902 à Paris (9e arrondissement),.
Comme compositeur, il est l'auteur de plusieurs ouvrages symphoniques et vocaux, de pièces pour piano et d'orgue, et s'est particulièrement distingué dans le domaine de la musique de chambre. Il est d'ailleurs lauréat en 1889 du prix Chartier de l'Institut pour sa production dans le genre.

## Œuvres

### Musique vocale
- Virgo singularis, motet à la Sainte Vierge, duo pour ténor et baryton ou basse et chœur avec accompagnement d'orgue, op. 5.
- La Captivité de Babylone, cantate biblique pour voix de baryton ou mezzo-soprano solo, chœurs et orchestre, paroles de Leon Reed, op. 8.
- Trois cantiques, pour 1, 2 ou 3 voix égales avec accompagnement d'orgue ad libitum, op. 22.
- Guillaume le Conquérant, épisode lyrique en deux parties pour baryton et ténor soli, chœur d'hommes et orchestre, paroles de Henri Brière.

### Musique symphonique
- Suite pour orchestre no 1, op. 23.
- Béatrice, ouverture symphonique (d'après Dante), op. 25.
- Romance pour violon et orchestre (ou piano), op. 27.
- Concerto pour violon, op. 29, qui est dédié à et a été créé par Pablo de Sarasate en 1884[8].
- Romance pour flûte et orchestre (ou piano), op. 33.
- Vénitienne pour violoncelle ou violon et piano, op. 35.
- Suite pour orchestre no 2, op. 38.
- Concertstück pour piano et orchestre, op. 40.
- Andante et rondo pour violoncelle et orchestre (ou piano), op. 43.
- Nocturne pour piano et orchestre, op. 51.
- Fantaisie pour piano et orchestre.
- Hymne pour orgue et orchestre.

### Musique de chambre
- Trio avec piano, op. 30[9].
- Suite pour piano et violon, op. 34, créée en 1881[10].
- Divertissement, pour double quintette à vent, op. 36, qui a été écrit pour la Société de musique de chambre pour instruments à vent en 1888[11], et qualifié par Henri Maréchal de « absolument remarquable et d'effet délicieux »[12].
- Aria pour alto et piano, op. 41, créé en 1892[13].
- Sonate pour violoncelle et piano, op. 46, créée en 1896[14].
- Sonate pour piano et violon, op. 48, créée en 1898[15].
- Quatuor avec piano, op. 50, créé en 1900[16].
- Quatuor à cordes, op. 52.
- Quatuor à cordes no 2, op. 57.

### Musique instrumentale

#### Piano
- Souvenance, nocturne pour piano op. 9.
- Trois morceaux caractéristiques pour piano, op. 13.
- Prélude et Fugue (en sol mineur) pour piano, op. 14.
- Scherzo, étude de concert pour piano, op. 15.
- Caprice-Étude pour piano, op. 16.
- Agitato, étude pour le piano, op. 17.
- Fête napolitaine, tarentelle pour piano à 4 mains, op. 18.
- Ronde féerique pour piano, op. 19.
- Prélude et Fugue en mi mineur pour orgue ou piano, op. 20.
- Caprice-Polka pour piano, op. 21.
- Étude et Valse pour piano, op. 28.
- Deux Impromptus pour piano, op. 32.
- Album de 5 pièces pour piano, op. 37.
- Quatre morceaux caractéristiques pour piano à 4 mains, op. 39.
- Valse-Fantaisie pour piano, op. 42.
- Plein air, 2 esquisses pour piano op. 49.
- Deux feuillets d'album pour piano.
- Preludio e Fugato (en ré mineur) pour piano.

#### Orgue
- Prélude et Fugue en mi mineur pour orgue ou piano, op. 20.
- Fantaisie et Fugue (en fa majeur) pour orgue, op. 24, qui a obtenu en 1877 le prix de la Société des Compositeurs de musique[17].
- Suite (en mi majeur) pour orgue (1881).